# Мемфис (Алабама)
Мемфис (енгл. Memphis) град је у америчкој савезној држави Алабама. По попису становништва из 2010. у њему је живело 29 становника.

## Демографија
Према попису становништва из 2010. у граду је живело 29 становника, што је 4 (12,1%) становника мање него 2000. године.
| Група             | 2000.      | 2010.       |
| Белци             | 1 (3,0%)   | 0 (0,0%)    |
| Афроамериканци    | 32 (97,0%) | 29 (100,0%) |
| Азијати           | 0 (0,0%)   | 0 (0,0%)    |
| Хиспаноамериканци | 0 (0,0%)   | 0 (0,0%)    |
| Укупно            | 33         | 29          |